# Elaphoglossum corderoanum
Elaphoglossum corderoanum är en träjonväxtart som först beskrevs av Sod., och fick sitt nu gällande namn av Christ. Elaphoglossum corderoanum ingår i släktet Elaphoglossum och familjen Dryopteridaceae. Inga underarter finns listade.